# Rallycross di Norvegia

Mappa della versione più recente del tracciato del Lånkebanen, che ospita la gara dal 2011

Il Rallycross di Norvegia (ufficialmente denominato Rallycross of Norway), è una prova di rallycross che si svolge in Norvegia dal 1980. La competizione è sede consueta di una prova del campionato europeo rallycross, chiamata Euro RX of Norway e dal 2014 anche del campionato del mondo rallycross, denominata World RX of Norway.

## Storia
Dalla sua fondazione nel 1980 sino al 2004 l'evento aveva sede sul tracciato del Lyngåsbanen a Tranby, nel comune di Lier, per poi essere trasferito per quattro stagioni sul Momarken Bilbane a Mysen; dopo una pausa di tre anni in cui non venne disputata, nel 2011 la manifestazione iniziò a tenersi sul circuito del Lånkebanen a Hell, Stjørdal. 

## Sedi
| Nº edizioni | Località | Circuito         | Validità                   | Prima edizione | Ultima edizione |
| ----------- | -------- | ---------------- | -------------------------- | -------------- | --------------- |
| 25          | Lier     | Lyngåsbanen      | Euro RX (25)               | 1980           | 2004            |
| 4           | Mysen    | Momarken Bilbane | Euro RX (4)                | 2005           | 2008            |
| 10          | Stjørdal | Lånkebanen       | Euro RX (10), World RX (7) | 2011           | 2022            |

## Edizioni
Vengono indicati soltanto i vincitori nella massima categoria: RX1e (dal 2022), RX1 (nel 2021), Supercar (dal 2011 al 2020), Division 1 (dal 1997 al 2010), Division 2 (dal 1982 al 1996) e TC Division (dal 1978 al 1981).
| Anno      | Denominazione                    | Sede            | Validità      | Vincitori | Auto | Scuderia |
| --------- | -------------------------------- | --------------- | ------------- | --- | --- | --- |
| 1980      | Rallycross of Norway 1980        | Tranby, Lier    | Euro RX       | Per-Inge Walfridsson                                                                                          | Volvo 343 Turbo                                                                                               | nd |
|           |                                  |                 |               | | | |
| 1981      | Rallycross of Norway 1981        | Tranby, Lier    | Euro RX       | Stig Emilsson                                                                                                 | VW 1303 S Turbo                                                                                               | nd |
|           |                                  |                 |               | | | |
| 1982      | Rallycross of Norway 1982        | Tranby, Lier    | Euro RX       | Martin Schanche                                                                                               | Ford Escort RS1800 Turbo                                                                                      | nd |
|           |                                  |                 |               | | | |
| 1983      | Rallycross of Norway 1983        | Tranby, Lier    | Euro RX       | Olle Arnesson                                                                                                 | Audi quattro                                                                                                  | nd |
|           |                                  |                 |               | | | |
| 1984      | Rallycross of Norway 1984        | Tranby, Lier    | Euro RX       | Martin Schanche                                                                                               | Ford Escort XR3 T16 4x4                                                                                       | nd |
|           |                                  |                 |               | | | |
| 1985      | Rallycross of Norway 1985        | Tranby, Lier    | Euro RX       | Martin Schanche                                                                                               | Ford Escort XR3 T16 4x4                                                                                       | nd |
|           |                                  |                 |               | | | |
| 1986      | Rallycross of Norway 1986        | Tranby, Lier    | Euro RX       | Martin Schanche                                                                                               | Ford Escort XR3 T16 4x4                                                                                       | nd |
|           |                                  |                 |               | | | |
| 1987      | Rallycross of Norway 1987        | Tranby, Lier    | Euro RX       | Seppo Niittymäki                                                                                              | Peugeot 205 Turbo 16 E2                                                                                       | nd |
|           |                                  |                 |               | | | |
| 1988      | Rallycross of Norway 1988        | Tranby, Lier    | Euro RX       | Olle Arnesson                                                                                                 | Audi Sport quattro S1                                                                                         | nd |
|           |                                  |                 |               | | | |
| 1989      | Rallycross of Norway 1989        | Tranby, Lier    | Euro RX       | Matti Alamäki                                                                                                 | Peugeot 205 Turbo 16 E2                                                                                       | nd |
|           |                                  |                 |               | | | |
| 1990      | Rallycross of Norway 1990        | Tranby, Lier    | Euro RX       | Matti Alamäki                                                                                                 | Peugeot 205 Turbo 16 E2                                                                                       | nd |
|           |                                  |                 |               | | | |
| 1991      | Rallycross of Norway 1991        | Tranby, Lier    | Euro RX       | Martin Schanche                                                                                               | Ford RS200 E2                                                                                                 | nd |
|           |                                  |                 |               | | | |
| 1992      | Rallycross of Norway 1992        | Tranby, Lier    | Euro RX       | Martin Schanche                                                                                               | Ford RS200 E2                                                                                                 | nd |
|           |                                  |                 |               | | | |
| 1993      | Rallycross of Norway 1993        | Tranby, Lier    | Euro RX       | Kenneth Hansen                                                                                                | Citroën ZX T16 4x4                                                                                            | nd |
|           |                                  |                 |               | | | |
| 1994      | Rallycross of Norway 1994        | Tranby, Lier    | Euro RX       | Kenneth Hansen                                                                                                | Citroën ZX T16 4x4                                                                                            | nd |
|           |                                  |                 |               | | | |
| 1995      | Rallycross of Norway 1995        | Tranby, Lier    | Euro RX       | Martin Schanche                                                                                               | Ford Escort RS2000 T16 4x4                                                                                    | nd |
|           |                                  |                 |               | | | |
| 1996      | Rallycross of Norway 1996        | Tranby, Lier    | Euro RX       | Ludvig Hunsbedt                                                                                               | Ford Escort RS2000 T16 4x4                                                                                    | nd |
|           |                                  |                 |               | | | |
| 1997      | Rallycross of Norway 1997        | Tranby, Lier    | Euro RX       | Martin Schanche                                                                                               | Ford Escort RS2000 T16 4x4                                                                                    | nd |
|           |                                  |                 |               | | | |
| 1998      | Rallycross of Norway 1998        | Tranby, Lier    | Euro RX       | Kenneth Hansen                                                                                                | Citroën Xsara T16 4x4                                                                                         | nd |
|           |                                  |                 |               | | | |
| 1999      | Rallycross of Norway 1999        | Tranby, Lier    | Euro RX       | Per Eklund | SAAB 9-3 T16 4x4                                                                                              | nd |
|           |                                  |                 |               | | | |
| 2000      | Rallycross of Norway 2000        | Tranby, Lier    | Euro RX       | Martin Schanche                                                                                               | Opel Astra T16 4x4                                                                                            | nd |
|           |                                  |                 |               | | | |
| 2001      | Rallycross of Norway 2001        | Tranby, Lier    | Euro RX       | Kenneth Hansen                                                                                                | Citroën Xsara WRC                                                                                             | nd |
|           |                                  |                 |               | | | |
| 2002      | Rallycross of Norway 2002        | Tranby, Lier    | Euro RX       | Kenneth Hansen                                                                                                | Citroën Xsara WRC                                                                                             | nd |
|           |                                  |                 |               | | | |
| 2003      | Rallycross of Norway 2003        | Tranby, Lier    | Euro RX       | Ludvig Hunsbedt                                                                                               | Ford Focus T16 4x4                                                                                            | nd |
|           |                                  |                 |               | | | |
| 2004      | Rallycross of Norway 2004        | Tranby, Lier    | Euro RX       | Kenneth Hansen                                                                                                | Citroën Xsara T16 4x4                                                                                         | nd |
|           |                                  |                 |               | | | |
| 2005      | Rallycross of Norway 2005        | Momarken, Mysen | Euro RX       | Sverre Isachsen                                                                                               | Ford Focus T16 4x4                                                                                            | nd |
|           |                                  |                 |               | | | |
| 2006      | Rallycross of Norway 2006        | Momarken, Mysen | Euro RX       | Michael Jernberg                                                                                              | Ford Focus T16 4x4                                                                                            | nd |
|           |                                  |                 |               | | | |
| 2007      | Rallycross of Norway 2007        | Momarken, Mysen | Euro RX       | Andréas Eriksson                                                                                              | Ford Fiesta ST T16 4x4                                                                                        | nd |
|           |                                  |                 |               | | | |
| 2008      | Rallycross of Norway 2008        | Momarken, Mysen | Euro RX       | Ludvig Hunsbedt                                                                                               | Volvo S40 T16 4x4                                                                                             | nd |
|           |                                  |                 |               | | | |
| 2009–2010 | Non disputato                    | Non disputato   | Non disputato | Non disputato                                                                                                 | Non disputato                                                                                                 | Non disputato                                                                                                 |
|           |                                  |                 |               | | | |
| 2011      | Rallycross of Norway 2011        | Hell, Stjørdal  | Euro RX       | Mats Lysen | Renault Clio T16 4x4                                                                                          | nd |
|           |                                  |                 |               | | | |
| 2012      | Rallycross of Norway 2012        | Hell, Stjørdal  | Euro RX       | Tanner Foust                                                                                                  | Ford Fiesta T16 4x4                                                                                           | |
|           |                                  |                 |               | | | |
| 2013      | Rallycross of Norway 2013        | Hell, Stjørdal  | Euro RX       | Liam Doran | Citroën DS3                                                                                                   | nd |
|           |                                  |                 |               | | | |
| 2014      | Rallycross of Norway 2014        | Hell, Stjørdal  | World RX      | Reinis Nitišs                                                                                                 | Ford Fiesta                                                                                                   | Olsbergs MSE AB                                                                                               |
| 2014      | Rallycross of Norway 2014        | Hell, Stjørdal  | Euro RX       | Ken Block | Ford Fiesta                                                                                                   | Hoonigan Racing Division                                                                                      |
|           |                                  |                 |               | | | |
| 2015      | NAF Rallycross of Norway         | Hell, Stjørdal  | World RX      | Timmy Hansen                                                                                                  | Peugeot 208                                                                                                   | Team Peugeot-Hansen                                                                                           |
| 2015      | NAF Rallycross of Norway         | Hell, Stjørdal  | Euro RX       | Tommy Rustad                                                                                                  | VW Polo | HTB Marklund Motorsport                                                                                       |
|           |                                  |                 |               | | | |
| 2016      | NAF Rallycross of Norway         | Hell, Stjørdal  | World RX      | Andreas Bakkerud                                                                                              | Ford Focus RS RX                                                                                              | Hoonigan Racing Division                                                                                      |
| 2016      | NAF Rallycross of Norway         | Hell, Stjørdal  | Euro RX       | Kevin Hansen                                                                                                  | Peugeot 208 WRX                                                                                               | Peugeot-Hansen Academy                                                                                        |
|           |                                  |                 |               | | | |
| 2017      | Rallycross of Norway 2017        | Hell, Stjørdal  | World RX      | Johan Kristoffersson                                                                                          | VW Polo R | PSRX Volkswagen Sweden                                                                                        |
| 2017      | Rallycross of Norway 2017        | Hell, Stjørdal  | Euro RX       | Anton Marklund                                                                                                | VW Polo | Marklund Motorsport                                                                                           |
|           |                                  |                 |               | | | |
| 2018      | Team Verksted World RX of Norway | Hell, Stjørdal  | World RX      | Johan Kristoffersson                                                                                          | VW Polo R | PSRX Volkswagen Sweden                                                                                        |
| 2018      | Team Verksted World RX of Norway | Hell, Stjørdal  | Euro RX       | Gara valida soltanto per le categorie Touring Car e Super1600.                                                | Gara valida soltanto per le categorie Touring Car e Super1600.                                                | Gara valida soltanto per le categorie Touring Car e Super1600.                                                |
|           |                                  |                 |               | | | |
| 2019      | Team Verksted World RX of Norway | Hell, Stjørdal  | World RX      | Niclas Grönholm                                                                                               | Hyundai i20                                                                                                   | GRX Taneco |
| 2019      | Team Verksted World RX of Norway | Hell, Stjørdal  | Euro RX       | Robin Larsson                                                                                                 | Audi S1 RX | JC Raceteknik                                                                                                 |
|           |                                  |                 |               | | | |
| 2020      | World RX of Norway 2020          | Hell, Stjørdal  | World RX      | Evento cancellato a causa della pandemia di COVID-19.                                                         | Evento cancellato a causa della pandemia di COVID-19.                                                         | Evento cancellato a causa della pandemia di COVID-19.                                                         |
| 2020      | World RX of Norway 2020          | Hell, Stjørdal  | Euro RX       | Evento cancellato a causa della pandemia di COVID-19.                                                         | Evento cancellato a causa della pandemia di COVID-19.                                                         | Evento cancellato a causa della pandemia di COVID-19.                                                         |
|           |                                  |                 |               | | | |
| 2021      | World RX of Norway 2021          | Hell, Stjørdal  | World RX      | Evento cancellato per le restrizioni sui viaggi e/o i protocolli sanitari imposti dalla pandemia di COVID-19. | Evento cancellato per le restrizioni sui viaggi e/o i protocolli sanitari imposti dalla pandemia di COVID-19. | Evento cancellato per le restrizioni sui viaggi e/o i protocolli sanitari imposti dalla pandemia di COVID-19. |
| 2021      | World RX of Norway 2021          | Hell, Stjørdal  | Euro RX       | Evento cancellato per le restrizioni sui viaggi e/o i protocolli sanitari imposti dalla pandemia di COVID-19. | Evento cancellato per le restrizioni sui viaggi e/o i protocolli sanitari imposti dalla pandemia di COVID-19. | Evento cancellato per le restrizioni sui viaggi e/o i protocolli sanitari imposti dalla pandemia di COVID-19. |
|           |                                  |                 |               | | | |
| 2022      | Ramudden World RX of Norway      | Hell, Stjørdal  | World RX      | Johan Kristoffersson                                                                                          | Volkswagen RX1e                                                                                               | Kristoffersson Motorsport                                                                                     |
| 2022      | Ramudden World RX of Norway      | Hell, Stjørdal  | Euro RX       | Andreas Bakkerud                                                                                              | Audi S1 | EKS |

## Statistiche

### Vittorie World RX
| Pos. | Pilota               | N° vittorie |
| ---- | -------------------- | ----------- |
| 1    | Johan Kristoffersson | 3           |
| 2    | Andreas Bakkerud     | 1           |
| 2    | Niclas Grönholm      | 1           |
| 2    | Timmy Hansen         | 1           |
| 2    | Reinis Nitišs        | 1           |

### Vittorie Euro RX
| Pos. | Pilota          | N° vittorie |
| ---- | --------------- | ----------- |
| 1    | Martin Schanche | 9           |
| 2    | Kenneth Hansen  | 6           |
| 3    | Ludvig Hunsbedt | 3           |
| 4    | Matti Alamäki   | 2           |
| 4    | Olle Arnesson   | 2           |